# Paul Ramsey
Paul Christopher Ramsey (Derry, 3 de setembro de 1962) é um ex-futebolista profissional norte-irlandês que atuava como meia.

## Carreira
Paul Ramsey fez parte do elenco da Seleção Norte-Irlandesa de Futebol, da Copa de 1986.